# Peter Franz Tassaert
Peter Franz Tassaert (Taufname Petrus Franciscus Tassaert; getauft am 21. Oktober 1663 in Antwerpen; † 22. April 1735 in Rothenburg ob der Tauber) war ein flämischer Maler aus der Künstlerfamilie Tassaert.

## Leben
Peter Franz Tassaert war ein Sohn des Malers Lucas Tassaert (* 1635) und der Anna Andriessens. Er war das erste von acht Kindern. Über seine Ausbildung zum Maler ist nichts Näheres bekannt. Er verließ Antwerpen und ist 1689 erstmalig in Montbéliard, dass bis 1793 zu Württemberg gehörte, zu finden, wo er im Jahr 1700 Catharina Maria Mayer (1663–1707) heiratete. Spätestens 1696 trat er in die Dienste der Adelsfamilie Weikersheim von Hohenlohe, der er bis 1710 treu blieb. Zu der Zeit lebte er wahrscheinlich in Wilhermsdorf in der Grafschaft Neuenstein in Württemberg. Zwischen 1700 und 1705 verließ er vermutlich Württemberg, denn 1705 wurde ihm durch einen adeligen Rat der Bürgertitel von Rothenburg ob der Tauber mit allen damit verbundenen Rechten und Pflichten verliehen. Für die Familie der Grafen von Hohenlohe erstellte er im Jahr 1710 zwölf Porträts, die sich alle im Schloss Weikersheim befinden. Zu seinen Werken gehören auch mehrere Porträts von Rothenburger Persönlichkeiten und die um 1720 entstandenen Malereien der Dorfkirche von Leuzenbronn. Er war an der Restaurierung der Kanzel der Spitalkirche in Rothenburg beteiligt und lieferte das Altargemälde der Kirche St. Jakob in Ulsenheim.

Werkbeispiele
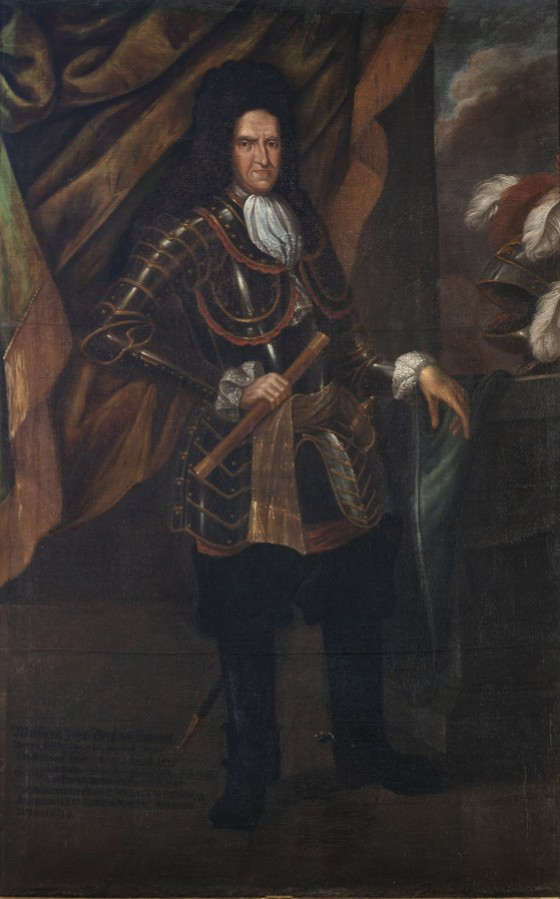
Wolfgang Julius von Hohenlohe-Neuenstein
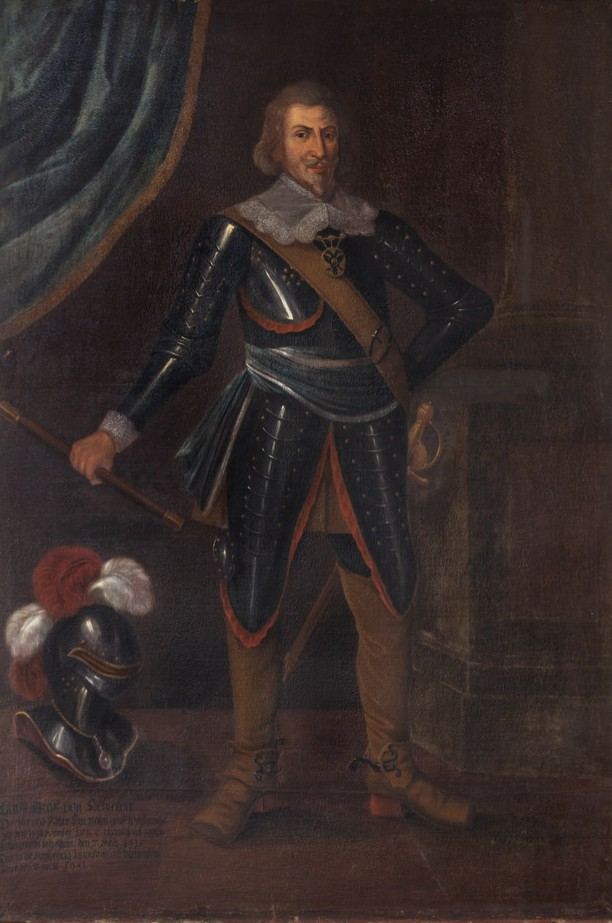
Graf Kraft von Hohenlohe-Neuenstein-Öhringen